# الدمدم (حبيش)

تعديل مصدري - تعديل

الدمدم محلة تابعة لقرية القطبة، التابعة لعزلة بني شبيب بمديرية حبيش إحدى مديريات محافظة إب في الجمهورية اليمنية، بلغ تعداد سكانها 66 حسب تعداد اليمن لعام 2004.